# Szczególnie chroniony obszar Antarktyki
Szczególnie chroniony obszar Antarktyki, ASPA (od ang. Antarctic Specially Protected Area) – obszar ochrony przyrody ustanowiony na podstawie załącznika V do Protokołu o ochronie środowiska naturalnego (tak zwanego protokołu madryckiego, podpisanego w Madrycie 4 października 1991). Ochronę w formie szczególnie chronionych obszarów Antarktyki ustala się dla obszarów cennych ze względów środowiskowych, naukowych, historycznych, estetycznych lub pierwotnych albo dla obszarów, na których prowadzona jest lub planowana działalność naukowa.
W momencie wejścia w życie postanowień załącznika V do protokołu madryckiego, co nastąpiło 24 maja 2002, obszary chronione powołane na podstawie Układu Antarktycznego, czyli szczególnie chronione obszary (Specially Protected Areas – SPA) i miejsca o szczególnym znaczeniu naukowym (Sites of Special Scientific Interest – SSSI) zostały automatycznie przekształcone w szczególnie chronione obszary Antarktyki. Pozostawiono dotychczasowe nazwy obszarów nadając im nową numerację, począwszy od nr 101.
Wstęp do szczególnie chronionych obszarów Antarktyki możliwy jest wyłącznie za pozwoleniem wydawanym zgodnie z procedurą określoną w art. 7 załącznika V do protokołu madryckiego, w praktyce ograniczany jest wyłącznie do prac naukowych. Z tego względu szczególnie chronione obszary Antarktyki można przyrównać do rezerwatów ścisłych.
Obszary ustanawiane są w czasie corocznych spotkań konsultatywnych Układu Antarktycznego (Antarctic Treaty Consultative Meeting – ATCM) na wniosek dowolnego z państw prowadzących działania naukowe na obszarze Antarktyki (państw stron Protokołu o ochronie środowiska do Układu w sprawie Antarktyki) lub Komitetu Ochrony Środowiska (Committee for Environmental Protection – CEP), Komitetu Naukowego Badań Antarktycznych (Scientific Committee on Antarctic Research – SCAR) czy Komisji do Spraw Zachowania Żywych Zasobów Morskich Antarktyki (Commission for the Conservation of Antarctic Marine Living Resources – CCAMLR). Strona wnioskująca o wyznaczenie obszaru zobowiązana jest następnie do zarządzania nim.

## Lista obszarów
Zostało wyznaczonych 79 szczególnie chronionych obszarów Antarktyki; w 2014 roku z tej listy skreślono trzy obszary.
| Nr  | Nazwa                                                                       | Położenie                                                               | Powierzchnia km² | Kraj zarządzający                 |
| --- | --------------------------------------------------------------------------- | ----------------------------------------------------------------------- | ---------------- | --------------------------------- |
| 101 | Taylor Rookery                                                              | Ziemia Mac Robertsona                                                   | 0,4              | Australia                         |
| 102 | Rookery Islands                                                             | Holme Bay, Ziemia Mac Robertsona                                        | 30               | Australia                         |
| 103 | Ardery Island and Odbert Island                                             | Wybrzeże Budda                                                          | 1,9              | Australia                         |
| 104 | Sabrina Island                                                              | Wyspy Balleny’ego                                                       | 0,4              | Nowa Zelandia                     |
| 105 | Beaufort Island                                                             | Morze Rossa                                                             | 18,4             | Nowa Zelandia                     |
| 106 | Cape Hallett                                                                | Ziemia Wiktorii                                                         | 0,2              | Stany Zjednoczone                 |
| 107 | Dion Islands                                                                | Zatoka Małgorzaty, Półwysep Antarktyczny                                | 6                | Wielka Brytania                   |
| 108 | Green Island                                                                | Berthelot Islands, Półwysep Antarktyczny                                | 0,1              | Wielka Brytania                   |
| 109 | Moe Island                                                                  | Orkady Południowe                                                       | 1,3              | Wielka Brytania                   |
| 110 | Lynch Island                                                                | Orkady Południowe                                                       | 0,1              | Wielka Brytania                   |
| 111 | Southern Powell Island and adjacent islands                                 | Orkady Południowe                                                       | 18               | Wielka Brytania                   |
| 112 | Coppermine Peninsula                                                        | Robert Island, Szetlandy Południowe                                     | 0,9              | Chile                             |
| 113 | Litchfield Island                                                           | Arthur Harbour, Antwerpia, Archipelag Palmera                           | 2,7              | Stany Zjednoczone                 |
| 114 | Northern Coronation Island (wykreślony)                                     | Orkady Południowe                                                       | 88,5             | Wielka Brytania                   |
| 115 | Lagotellerie Island                                                         | Zatoka Małgorzaty, Półwysep Antarktyczny                                | 1,58             | Wielka Brytania                   |
| 116 | New College Valley, Caughley Beach                                          | Cape Bird, Wyspa Rossa                                                  | 0,3              | Nowa Zelandia                     |
| 117 | Avian Island                                                                | Zatoka Małgorzaty, Półwysep Antarktyczny                                | 0,8              | Wielka Brytania                   |
| 118 | Summit of Mount Melbourne (wykreślony)                                      | Ziemia Wiktorii                                                         | 8,4              | Nowa Zelandia                     |
| 119 | Forlidas Pond and Davis Valley ponds                                        | Dufek Massif                                                            | 9,8              | Stany Zjednoczone                 |
| 120 | Pointe-Géologie Archipelago                                                 | Ziemia Adeli                                                            | 2                | Francja                           |
| 121 | Cape Royds                                                                  | Wyspa Rossa                                                             | 4,6              | Stany Zjednoczone                 |
| 122 | Arrival Heights                                                             | Hut Point Peninsula, Wyspa Rossa                                        | 1,1              | Stany Zjednoczone                 |
| 123 | Barwick and Balham Valleys                                                  | Ziemia Wiktorii                                                         | 279              | Stany Zjednoczone                 |
| 124 | Cape Crozier                                                                | Wyspa Rossa                                                             | 19               | Stany Zjednoczone                 |
| 125 | Fildes Peninsula                                                            | Wyspa Króla Jerzego, Szetlandy Południowe                               | 1,8              | Chile                             |
| 126 | Byers Peninsula                                                             | Wyspa Livingstona, Szetlandy Południowe                                 | 65,7             | Chile · Wielka Brytania           |
| 127 | Haswell Island                                                              | Haswell Island                                                          | 1                | Rosja                             |
| 128 | Western shore of Admiralty Bay (Zachodni brzeg Zatoki Admiralicji)          | Wyspa Króla Jerzego, Szetlandy Południowe                               | 17,5             | Polska                            |
| 129 | Rothera Point                                                               | Wyspa Adelajdy                                                          | 0,1              | Wielka Brytania                   |
| 130 | Tramway Ridge (wykreślony)                                                  | Erebus, Wyspa Rossa                                                     | 0,01             | Nowa Zelandia                     |
| 131 | Canada Glacier                                                              | Jezioro Fryxell, Dolina Taylora, Ziemia Wiktorii                        | 1,47             | Nowa Zelandia                     |
| 132 | Potter Peninsula                                                            | Wyspa Króla Jerzego, Szetlandy Południowe                               | 1,9              | Argentyna                         |
| 133 | Harmony Point                                                               | Wyspa Nelsona, Szetlandy Południowe                                     | 4                | Argentyna · Chile                 |
| 134 | Cierva Point and offshore islands                                           | Wybrzeże Danco, Półwysep Antarktyczny                                   | 51,8             | Argentyna                         |
| 135 | North-East Bailey Peninsula                                                 | Wybrzeże Budda, Ziemia Wilkesa                                          | 0,5              | Australia                         |
| 136 | Clark Peninsula                                                             | Wybrzeże Budda, Ziemia Wilkesa                                          | 12,1             | Australia                         |
| 137 | North-west White Island                                                     | McMurdo Sound                                                           | 170              | Stany Zjednoczone                 |
| 138 | Linnaeus Terrace                                                            | Asgard Range, Ziemia Wiktorii                                           | 3,2              | Stany Zjednoczone                 |
| 139 | Biscoe Point                                                                | Antwerpia, Archipelag Palmera                                           | 2,7              | Stany Zjednoczone                 |
| 140 | Parts of Deception Island                                                   | Szetlandy Południowe                                                    | 1,7              | Wielka Brytania                   |
| 141 | Yukidori Valley                                                             | Langhovde, Lützow-Holm Bay                                              | 3,6              | Japonia                           |
| 142 | Svarthamaren                                                                | Góry Mühliga-Hofmanna, Ziemia Królowej Maud                             | 3,8              | Norwegia                          |
| 143 | Marine Plain                                                                | Mule Peninsula, Oaza Vestfold, Ziemia Księżniczki Elżbiety              | 23,4             | Australia                         |
| 144 | Chile Bay (Discovery Bay)                                                   | Greenwich Island, Szetlandy Południowe                                  | 0,8              | Chile                             |
| 145 | Port Foster                                                                 | Deception Island, Szetlandy Południowe                                  | 1,9              | Chile                             |
| 146 | South Bay                                                                   | Doumer Island, Archipelag Palmera                                       | 1                | Chile                             |
| 147 | Ablation Point-Ganymede Heights                                             | Wyspa Aleksandra                                                        | 186              | Wielka Brytania                   |
| 148 | Mount Flora                                                                 | Zatoka Nadziei, Półwysep Antarktyczny                                   | 0,6              | Wielka Brytania                   |
| 149 | Cape Shirreff                                                               | Wyspa Livingstona, Szetlandy Południowe                                 | 3,47             | Stany Zjednoczone                 |
| 150 | Ardley Island                                                               | Zatoka Maxwella, Wyspa Króla Jerzego, Szetlandy Południowe              | 1,5              | Chile                             |
| 151 | Lions Rump                                                                  | Wyspa Króla Jerzego, Szetlandy Południowe                               | 1,3              | Polska                            |
| 152 | Western Bransfield Strait off Low Island                                    | Szetlandy Południowe                                                    | 1100             | Stany Zjednoczone                 |
| 153 | Eastern Dallmann Bay                                                        | Brabant Island, Archipelag Palmera                                      | 710              | Stany Zjednoczone                 |
| 154 | Botany Bay                                                                  | Cape Geology, Ziemia Wiktorii                                           | 2,15             | Nowa Zelandia                     |
| 155 | Cape Evans                                                                  | Wyspa Rossa                                                             | 0,048            | Nowa Zelandia                     |
| 156 | Lewis Bay                                                                   | Erebus, Wyspa Rossa                                                     | 15,2             | Nowa Zelandia                     |
| 157 | Backdoor Bay                                                                | Cape Royds, Wyspa Rossa                                                 | 0,056            | Nowa Zelandia                     |
| 158 | Hut Point                                                                   | Wyspa Rossa                                                             | 132              | Nowa Zelandia                     |
| 159 | Cape Adare (Przylądek Adare’a)                                              | Wybrzeże Borchgrevinka                                                  | ?                | Nowa Zelandia                     |
| 160 | Frazier Islands                                                             | Windmill Islands, Ziemia Wilkesa                                        | 0,6              | Australia                         |
| 161 | Terra Nova Bay                                                              | Morze Rossa                                                             | 29,4             | Włochy                            |
| 162 | Mawson’s Huts                                                               | Zatoka Commonwealthu, Ziemia Jerzego V                                  | ?                | Australia                         |
| 163 | Dakshin Gangotri Glacier                                                    | Ziemia Królowej Maud                                                    | 4,53             | Indie                             |
| 164 | Scullin and Murray Monolites                                                | Ziemia Mac Robertsona                                                   | 10               | Australia                         |
| 165 | Edmonson Point                                                              | Wood Bay, Morze Rossa                                                   | 5,49             | Włochy                            |
| 166 | Port-Martin                                                                 | Ziemia Adeli                                                            | 0,2              | Francja                           |
| 167 | Hawker Island                                                               | Oaza Vestfold, Wybrzeże Ingrid Christensen, Ziemia Księżniczki Elżbiety | 1,9              | Australia                         |
| 168 | Mount Harding                                                               | Grove Mountains, Ziemia Księżniczki Elżbiety                            | 120              | Chiny                             |
| 169 | Amanda Bay                                                                  | Wybrzeże Ingrid Christensen, Ziemia Księżniczki Elżbiety                | 17               | Australia · Chiny                 |
| 170 | Marion Nunataks                                                             | Wyspa Charcota, Półwysep Antarktyczny                                   | 176              | Wielka Brytania                   |
| 171 | Narębski Point (Przylądek Narębskiego)                                      | Barton Peninsula, Szetlandy Południowe                                  | 1                | Korea Południowa                  |
| 172 | Lower Taylor Glacier and Blood Falls                                        | Dolina Taylora, McMurdo Dry Valleys, Ziemia Wiktorii                    | 436              | Stany Zjednoczone                 |
| 173 | Cape Washington and Silverfish Bay (Przylądek Waszyngtona, Silverfish Bay)  | Zatoka Terra Nova, Morze Rossa                                          | 286              | Włochy · Stany Zjednoczone        |
| 174 | Stornes, Larsemann Hills                                                    | Ziemia Księżniczki Elżbiety                                             | 21               | Australia · Chiny · Indie · Rosja |
| 175 | High Altitude Geothermal sites of the Ross Sea region                       | Region Morza Rossa                                                      | 0,3              | Nowa Zelandia · Stany Zjednoczone |
| 176 | Rosenthal Islands, Anvers Island, Palmer Archipelago                        | Antwerpia i sąsiednie wyspy, Archipelag Palmera                         | 111              | Stany Zjednoczone                 |
| 177 | Léonie Islands and South-East Adelaide Island, Antarctic Peninsula          | Wyspa Adelajdy i sąsiednie wyspy, Półwysep Antarktyczny                 | 102,07           | Wielka Brytania                   |
| 178 | Inexpressible Island and Seaview Bay, Ross Sea                              | Zatoka Terra Nova, Morze Rossa                                          | 3,31             | Chiny · Włochy · Korea Południowa |
| 179 | Parts of Western Sør Rondane Mountains, Dronning Maud Land, East Antarctica | Góry Sør-Rondane na Ziemi Królowej Maud                                 | 35 817           | Belgia                            |